# Scorpaena afuerae
Scorpaena afuerae — риба родини скорпенових. Зустрічається в водах західної Пацифіки вздовж узбережжя Еквадору і Перу.. Морська демерсальна тропічна риба, що сягає 35.0 см довжиною.